# Кубок Вела Баркера
Кубок Вела Баркера — приз, який вручають найбільш технічному боксерові Олімпійських ігор.

## Історія
Нагорода, що являє собою срібний кубок, носить ім'я Вела Баркера — відомого діяча міжнародного аматорського боксу. У 1891 р. він став чемпіоном Британської асоціації боксу, в 1917—1929 рр. був її президентом. Міжнародна федерація любительського боксу (AIBA) обрала його в 1920 р. своїм почесним секретарем, а через тринадцять років, в 1933 р. — почесним головою. Приз був заснований в 1934 р. і з тих пір вручається боксеру, визнаному найкращим на Олімпійських іграх незалежно від місця, яке той посів (головні критерії оцінки — технічний рівень і стиль спортсмена). Двічі кубок отримували бронзові медалісти Олімпіад і один раз — срібний. В цих випадках приз був своєрідною компенсацією за грубі помилки (або упередженість) суддів.

## Процедура
Рішення про нагородження того чи іншого атлета Кубком Вела Баркера приймається таємним голосуванням всіх членів виконавчого комітету Міжнародної федерації любительського боксу. Він є перехідним і в ході міжолімпійського чотириріччя зберігається у його власника.

## Статистика

### Країни, чиї представники ставали володарями кубку
- США — 5 разів;
- Казахстан — 3 рази;
- Італія — 2 рази;
- Куба — 2 рази;
- Велика Британія — 1 раз;
- Кенія — 1 раз;
- СРСР — 1 раз;
- Росія — 1 раз;
- Південна Африка — 1 раз;
- Узбекистан — 1 раз.
- Україна — 1 раз.

### Вагові категорії, чиї представники ставали володарями кубку
- Напівважка вага — 3 рази;
- середня вага — 3 рази;
- важка вага — 2 рази;
- напівсередня вага — 2 рази;
- легка вага — 2 рази;
- напівлегка вага — 2 рази;
- найлегша вага — 2 рази;
- друга напівсередня вага — 1 раз;
- друга середня вага — 1 раз.

## Володарі Кубка Вела Баркера
| Рік  | Місто          | Боксер             | Країна          | Вагова категорія      | Медаль |
| 1936 | Берлін         | Льюїс Лорі         | США             | найлегша вага         | Бронза |
| 1948 | Лондон         | Джордж Хантер      | ПАР             | напівважка вага       | Золото |
| 1952 | Хельсінкі      | Норвел Лі          | США             | напівважка вага       | Золото |
| 1956 | Мельбурн       | Річард Мактаггарт  | Велика Британія | легка вага            | Золото |
| 1960 | Рим            | Ніно Бенвенуті     | Італія          | 2-а напівсередня вага | Золото |
| 1964 | Токіо          | Валерій Попенченко | СРСР            | 2-а середня вага      | Золото |
| 1968 | Мехіко         | Філіп Варуінге     | Кенія           | напівлегка вага       | Бронза |
| 1972 | Мюнхен         | Теофіло Стівенсон  | Куба            | важка вага            | Золото |
| 1976 | Монреаль       | Говард Девіс       | США             | легка вага            | Золото |
| 1980 | Москва         | Патриціо Олива     | Італія          | напівсередня вага     | Золото |
| 1984 | Лос-Анжелес    | Пол Гонсалес       | США             | найлегша вага         | Золото |
| 1988 | Сеул           | Рой Джонс          | США             | напівсередня вага     | Срібло |
| 1992 | Барселона      | Роберто Баладо     | Куба            | важка вага            | Золото |
| 1996 | Атланта        | Василь Жиров       | Казахстан       | напівважка вага       | Золото |
| 2000 | Сідней         | Олег Саїтов        | Росія           | середня вага          | Золото |
| 2004 | Афіни          | Бахтіяр Артаєв     | Казахстан       | середня вага          | Золото |
| 2008 | Пекін          | Василь Ломаченко   | Україна         | напівлегка вага       | Золото |
| 2012 | Лондон         | Серік Сапієв       | Казахстан       | середня вага          | Золото |
| 2016 | Ріо-де-Жанейро | Хасанбой Дусматов  | Узбекистан      | перша найлегша вага   | Золото |

- На Олімпійських іграх 2020 та 2024 років Кубок Вела Баркера не вручався через відсторонення Міжнародної асоціації аматорського боксу (AIBA) від проведення олімпійського турніру.